# Schuman-terv
1949-50 táján, a második világháború után kritikussá váló francia–német kapcsolatok megoldására Jean Monnet egy, a szén- és acéltermelést szabályozó hatóság tervével áll elő, amivel lerakta a mai Európai Unió alapkövét. A korábban a béke megőrzése érdekében felállított nemzetközi szervezetek közül egy sem küszöbölte ki azt az alapvető hibát, hogy a hatalom több különböző állam kezében van. Egyedül a Schuman-terv – Monnet elképzelése ezt a nevet kapta, miután Robert Schuman lett a terv politikai felelőse – mert új megoldásokhoz nyúlni. Minden évben megrendezik az Európa-nap elnevezésű eseményt május 9-én, az ezen a napon elhangzott "Schuman-nyilatkozat" évfordulóján, annak emlékére, amikor Robert Schuman francia külügyminiszter 1950. május 9-én Párizsban olyan új politikai és gazdasági együttműködést vázolt fel Európa számára.

## Előzményei
1945 után a hidegháború és a Marshall-segély gyökeresen megváltoztatta a franciák Németországgal kapcsolatos politikájának hátterét. A Szovjetunió és a szocialista blokk előretörésével Nyugat-Németország Európa keleti frontjává vált. Franciaország csak úgy tudta elképzelni a német gazdaság újjáélesztését, ha egyben garanciát kap arra, hogy a németek nem fognak újra háborút indítani. A Marshall-terv elindítása után Amerika hivatalosan is megfogalmazta, hogy támogatja az európai katonai és kereskedelmi „integrációt”. Ez ekkor még csak mint bizonytalan elképzelés létezett.
Németország kérdése továbbra is megoldatlan maradt, de egyre sürgetőbbé vált. Az NSZK és a keleti Német Demokratikus Köztársaság (NDK) 1949 őszén kormányt alakított. Az NDK-ban máris megkezdődött egy félkatonai jellegű rendőrség felállítása. A nyugat és kelet között beinduló versengés egyértelművé tette, hogy a szövetségesek nemsokára minden korlátozás alól felmentik Nyugat-Németországot. Franciaország tarthatatlan helyzetbe került.
Jean Monnet, az európai integráció egyik legfőbb alakja hasonló értelmű levelet küldött Robert Schumannak, aki 1948-tól a francia diplomácia vezetője volt: „Valódi európai törekvésre van szükség, melyet csak a nyugati államok szövetsége tesz lehetővé” – írta. Kifejtette azt is, hogy egyedül egy igazi nyugati szövetség létrehozása lenne az, amin szívesen dolgozna. 1949-ben összefutottak a szálak. Áprilisban megalakult a NATO és a Nemzetközi Ruhr Hatóság. Májusban létrejött a Német Szövetségi Köztársaság (NSZK) alkotmánya és az Európa Tanács.

## Jean Monnet szerepe a Schuman-tervben
Jean Monnet a tartós békét csak akkor tartotta elképzelhetőnek, ha Franciaország és Németország kiállnak egymás mellett és eltemetik a múltat. Monnet ekkor még mindig Nagy-Britannia felől közelítette meg a német kérdést, és francia-angol együttműködésben gondolkodott. „Sem Angliának, sem Franciaországnak nincs pozitív elképzelése Németországgal kapcsolatosan… […] Ha nem találnak ki egyet közösen, nemsokára vitatkozni fognak azon, hogy melyik vonalat kövessék. […] Nemcsak gazdasági, de politikai együttműködésre is szükség van” – fogalmazott Monnet. Nagy-Britannia nem reagált Monnet felvetéseire, viszont ekkortájt mindenki úgy gondolta, hogy Anglia nélkül lehetetlen az európai integráció. A Schuman-terv bejelentése előtti napokban az európai egység reménye elenyészni látszott.
Franciaország Németország 1945-ös teljes veresége után 1919 óta először került olyan helyzetbe, hogy befolyással lehetett Európa ügyeire. Monnet akkor állt elő a javaslatával, mikor már mindenki más letette a fegyvert. A nyugati megszálló hatalmak külügyminiszterei, a probléma megoldását gyorsítandó, 1949-ben megegyeztek abban, hogy rendszeresen találkozni fognak. Szeptemberben, a második ilyen találkozó alkalmával Dean Acheson, aki 1949-től az Egyesült Államok külügyminisztere volt, felhívta Schuman figyelmét, hogy a következő összejövetelen neki kell majd javaslatot tennie a Németországgal kapcsolatos kérdések megoldására: „Mi, amerikaiak, akárhogy is szeretnénk segíteni, nem kezdeményezhetünk. Ha sikerre akarjuk vinni ezt a közös ügyet, az első lépést Franciaországnak kell megtennie.” A francia külügyminiszter, Schuman megijedt, fogalma sem volt, hogy mit tegyen, csak annyit tudott biztosan, hogy a status quo ezek után nem tartható fenn. A következő találkozó 1950. május 11-re volt kitűzve. Nem véletlen, hogy a Schuman-terv bejelentését május 9-re időzítették.
A francia és az új nyugatnémet kormány közötti viszonyok alakulása is siettette a megoldást. Konrad Adenauer megválasztása után Schuman Bonnba látogatott. Eleinte jól megértették egymást, hiszen Schuman németek lakta területen született, jól beszélt németül, és mindketten buzgó katolikusok voltak. Schuman második látogatása idején azonban minden rosszra fordult. A nézeteltérés forrása a Saar-vidék volt, melyet a franciák mindenáron meg akartak kaparintani, hogy annak szénbányái és acélipara révén behozzanak valamit a hátrányukból. A végső cél egy francia protektorátus megteremtése volt.
Schuman számára politikai öngyilkosságnak tűnt a német újjáépítés engedélyezése, és félt, hogy úgy járna, mint 1948-ban az előde, Bidault. Tudta, hogy bármit tesz is, nagy kockázatot vállal. Az európai integráció gondolata, ami eddig csak beszédtéma volt, ekkor hirtelen fontossá vált. Schumannak azonban fogalma sem volt, hogy mit javasoljon Achesonnak és Bevinnek. Kikérte ugyan munkatársai véleményét, de egyik javaslat sem tűnt megfelelőnek arra, hogy alapvetően megváltoztassa az események menetét.
Ekkor került elő Monnet. Javaslatát 1950. április 20-án átadta Bernard Clappier-nek, Schuman hivatalvezetőjének, majd – mivel Clappier nem válaszolt – Bidault hivatalvezetőjének, Pierre-Louis Falaize-nek is. Innen sem kapott választ. Ekkor 28-án újra előkerült Clappier és biztosította Monnet-t Schuman érdeklődéséről. A tervezetet ezt követően átadták Schumannak, aki úgy döntött, hogy elfogadja. „Elolvastam Monnet írását. Hát jó, legyen igen”. Schuman szóba hozta az elképzelést egy kormányülésen, miután titkos követétől, a német Mischlichtől megtudta, hogy Adenauer is támogatja azt. A kormány tagjai – akikkel Monnet vagy Hirsch korábban felvette a kapcsolatot – szintén elfogadták a tervet.

## A Schuman-terv bejelentése
Május 9-én Schuman és Monnet sajtóértekezletet tartott a francia külügyminisztérium Óratermében (Salon de l’Horloge), ahol felolvasták javaslatukat. A terem 1990 óta Robert Schuman nevét viseli. A nagy sietségben elfelejtették a rádiót és a fotósokat értesíteni, így Schumannak hónapok múlva meg kellett ismételnie az eseményt, hogy az utókornak megörökíthessék azt.
Schuman híres bejelentésében azt javasolta, hogy Franciaország és Németország kezdjen tárgyalásokat szén- és acélpiacuk egyesítéséről. A szövetséget egy független Főhatóság irányítaná, amelyet széles körű cselekvési joggal ruháznának fel. Bármelyik demokratikus ország, amely elfogadja ezeket az alapelveket, a közösség tagjává válhat.

## A Schuman-terv újdonsága
Ez a megközelítés egyszerű megoldást ajánlott egy sor problémára. A szén és acél – a háború teste-lelke – közös felügyelet alá helyezése egyértelműen kifejezte a béke iránti vágyat, és lehetővé tette a közös fejlődést, de nem egymást elnyomva, hanem nemes versengésben. Monnet és Schuman versenyt akart, de egyenlő esélyekkel, mintha csak a teljes ipar egy országon belül lenne. Az egész terv a teljes egyenlőségre épült. A Ruhr- és a Saar-vidék többé nem okozhatott gondot. A közös jövő érdekében azonban szükség volt egy közös és valóban cselekvőképes irányító szerv létrehozására. A részvétel alapvető feltétele tehát az volt, hogy el kellett fogadni egy valós hatalommal rendelkező Főhatóság elvét.
A Schuman-terv egy másik előnye az volt, hogy egy szűk területre koncentrált. Alapgondolata nem volt újdonság, a bejelentés mégis bombaként robbant. A francia kormány hirtelen megtérése mindenkit meglepetésként ért. Az igazi újdonság azonban az volt, hogy a Schuman-terv szakított a múlttal és felvállalta saját merész döntéseit. Régi tabukat támadott meg, de épp ez adta meg a terv mozgósító erejét. Népszerű volt az emberek körében.
A Schuman-terv partnerséget kínált Németországnak egy közös cél érdekében. Adenauer korábban kifejtette, hogy Németország kész közreműködni az új Európa megteremtésében, de egyenrangú félként, nem szolgaként. Most bebizonyíthatta, hogy nem lódított. A terv lehetőséget adott Németországnak arra, hogy kibéküljön Franciaországgal és beilleszkedjen a nyugati államok közösségébe.

## A szupranacionalitás elve
A Schuman-terv a hagyományoktól legjobban elrugaszkodó eleme mégis a szupranacionális megközelítés volt. Monnet nem akarta megismételni a Népszövetség és az Európa Tanács által elkövetett hibákat. E két szervezetben ugyanis bármelyik tagállam megvétózhatta a kollektív döntéseket. A Schuman-terv pont azért volt újszerű, mert Franciaország, éppen úgy, mint a többi tagállam, ezután nem csinálhatta azt, amit akart.

## A tárgyalások
A tárgyalások előtt a németek részéről felmerült az igény, hogy valóban egyenlő félként ülhessenek a tárgyalóasztalhoz, márpedig a szövetséges megszálló erők is helyet kaptak a tárgyalásokon. A szövetségesek Adenauer kérésére gondoskodtak róla, hogy a szövetségesek képviselői lemondjanak erről a jogukról.
A tárgyalások végül 1950. június 20-án kezdődtek el a francia külügyminisztériumban, az Órateremben, Franciaország, Németország, Olaszország, és a Benelux-államok részvételével. A Schuman-terv megvalósulásaként alakult ki később az Európai Szén- és Acélközösség (ESZAK).